# وادي باجة
وادي باجة وادٍ تونسي يقع بولاية باجة، وهو يصب في وادي مجردة.

### مواضيع ذات علاقة
- وادي مجردة.